# 1786 au Nouveau-Brunswick
Chronologie du Nouveau-Brunswick
- 1782
- 1783
- 1784
- 1785
- 1786
- 1787
- 1788
- 1789
- 1790

Cette page concerne des événements d'actualité qui se sont produits durant l'année 1786 dans la colonie du Nouveau-Brunswick.

## Événements
- Arrivée des Acadiens dans le Madawaska.
- Fondation de la ville Sussex par les Loyalistes.
- 3 janvier : Première session de l'Assemblée législative du Nouveau-Brunswick.
- 20 mai : Thomas Carleton devient le premier lieutenant-gouverneur du Nouveau-Brunswick.